# 出川哲朗はじめてのおつかい
出川哲朗はじめてのおつかい（でがわてつろうはじめてのおつかい）は日本テレビ系列で放送されている『世界の果てまでイッテQ!』の人気企画である。

## 概要
「出川がいろんな国へ行き、番組からミッションを現地の人と話をして自力でクリアしていく」と主旨で、2015年からスタートした不定期開催企画で全11回。ただし、出川女子会第一弾の中で行われた特別編と、イッテQのシャッフルスペシャルでみやぞんが行ったものを含むと13回になる。
各回に出川ガールである河北麻友子か谷まりあかが出川のサポート役として参加する。
タイトルは『はじめてのおつかい』のパロディで、企画中には本家と同じ楽曲がBGMとして使用されている。

### ルール
- 1泊2日の現地滞在中にスタッフが提示したミッションに挑む。
- タクシー移動と日本人に助けてもらうのは禁止[5]。ただし、どうしても困ったときのために携帯電話を支給され、1ミッションにつき1回出川ガールに電話ができる。
- タクシー移動が禁止のため、バスや電車、徒歩での移動となる。

## 出川イングリッシュ
番組内では出川が喋る独特な英語は「出川イングリッシュ」と呼ばれ、会話のテロップとは別画面で再度テロップ表示される。

### 特徴
現地の人に対して、相手の懐に潜り込み物怖じない態度に反して、ヒアリング能力・再生能力が異常に低く、すぐに記憶が消える出川が、魂で英語を駆使して、いかにミッションをクリアするかが見どころである。
企画の初期から、質問の回答を導く際に「セイ！ セイ！」や「カモン！ カモン！」と連呼する。また、現地の人に建物の名前を教えてもらったがすぐに忘れてしまうため、会話の最後に「ワンモア セイ」などと名前を書き出すが、自分の名前を聞かれていると勘違いされることも多い。
教育現場でも度々、使用されているようで、出川は「日本の学校もやっと気づいたんだ。英語は知識ではなく、魂だと」「日本人のダメなところは外国人は優しいのに、緊張して喋れなくなるところ」と語っている。また、魂で伝える出川に対し、帰国子女である河北から口先英語と称されることがある。

## 企画・内容

### 第1弾（2015年2月22日放送）
行先は アメリカ合衆国・ニューヨーク。正式なタイトルは『出川はじめてのおつかいinアメリカ・ニューヨーク』でサポート役の出川ガールは河北。
日本を出発する前に企画を説明され『出川哲朗はじめてのおつかい』を『はじめての出川』と勘違いし、自信を聞かれた出川が「ニューヨークじゃ企画が成立しない。俺の庭だから」と言い、更には「俺の頭の中がガイドブックだから」と自信をのぞかせていた。
ミッション
- タイムズスクエアで「I♡NY」Tシャツを買え！

セントラルパークからスタートし河北が「そもそも誰が見たいのか」と疑問を呈した。また、支給された携帯電話をすぐに失くし、出川、河北、スタッフを含めた全員で探すというハプニングが起こった。
- 国際連合本部ビルで限定お土産を買ってこい！

出川が英語で『国際連合』が解らなかったため1時間以上聞き込みを続けたが解らず、出川は企画初の電話を使用した。
2つ目のミッション終了後に、この回では本企画で唯一のホテルのカットが使用された。
- 自由の女神をリポート

当初出川は自由の女神を白い銅像として記憶していたため、伝わらないという軽いハプニングが起こったが、店に飾られていた自由の女神を見て、緑だと判明したため、ヒント無しでゴールできた。

### 第2弾（2015年8月2日放送）
行先は イギリス。正式なタイトルは『ご意見番が挑む！はじめてのおつかいinロンドン』で、サポート役の出川ガールは河北。
この回からホテル宿泊を賭けたクイズも行われた。
日本を出発する前に、前回同様スタッフにロンドンはどうかという質問に対し、出川は「ロンドンは… 小庭ぐらい」と語った。
ミッション
- 大英博物館をリポートし大人気のアヒルを購入せよ！

大英博物館のリポートの指示は河北の指示で大人気のエリアある、ロゼッタストーンのリポートを行った。その後、アヒルを購入する展開に入ったが、アヒルを意味する『ダック』（英: duck）が出ず手こずった。
- 国会議事堂をリポート

このミッションはゴールのすぐ目の前でスタートした。国会議事堂のリポートはチケットが売り切れだったため出来なかった。
ホテルを賭けたクイズ
- イギリスの首相の名前（出川正解）

当時のイギリス首相であった、デーヴィッド・キャメロンを解答した。
- イギリスの世界遺産を5つ答えよ（河北不正解）

河北が世界遺産という単語が解らず、重要な場所(important  place)と置き換えて質問したため、適切な回答を得ることができず1つのみの正解となった。河北の解答はビッグ・ベン、ロンドン塔、バッキンガム宮殿、ロンドン橋、首相官邸。
- イギリスの人口（出川不正解）

英語で64million(6400万人)と回答を導けたが、「スタッフに日本語で答えてください」との指示で出川が64万人、640万人と回答したため不正解。

### 第3弾（2016年5月8日放送）
行先は アメリカ合衆国。正式なタイトルは『ご意見番が挑む！はじめてのおつかいinサンフランシスコ』で、サポート役の出川ガールは谷。
ミッション
- サンフランシスコの名所である刑務所をリポート！
- 超人気のお店で買い物！お店の名前を日本語で訳すと『たんぽぽ』
- 夜景の名所をリポート！その場所を日本語に訳すと『宝島』

ホテルを賭けたクイズ
- 1ドル札に描かれている人物は？（出川正解）
- サンフランシスコ発祥の洋服ブランド3つ（谷不正解）
- 現地の男性にここは何州？（出川不正解）

### 第4弾（2016年8月7日放送）
行先は アメリカ合衆国。正式なタイトルは『出川哲朗のはじめてのおつかいinワシントンD.C.』で、サポート役の出川ガールは谷。
ミッション
- 国立航空宇宙博物館に行き宇宙食を食べろ！
- 国立公文書館に行き独立宣言書をリポート！

ホテルを賭けたクイズ
- 救急車を呼ぶ時の番号は？（出川正解）
- アメリカでの五輪開催8回の内の都市名を5つ（谷不正解）
- アメリカ国旗の赤と白の縞模様は何本？（出川正解）

### 第5弾（2017年2月12日放送）[14]
行先は アメリカ合衆国。正式なタイトルは『爆笑！出川イングリッシュはじめてのおつかいinNY』で、サポート役の出川ガールは河北。
ミッション
- ニューヨークにある空母をリポート！
- 幸運のイノシシ像をリポート！
- ゴッホの自画像をリポートせよ！

### 第6弾（2017年8月6日放送）[15]
行先は カナダ。正式なタイトルは『出川哲朗はじめてのおつかい夏休みSP！カナダのバンクーバー』で、サポート役の出川ガールは河北。
ミッション
- 街のシンボルにもなっている蒸気時計をリポート！

『はじめてのおつかい』史上、最速でのクリア。
- 科学博物館へ行き1番人気の臓器のぬいぐるみをゲット！

出川は『科学』という単語が解らず、『科学』から連想される『ビーカー』『フラスコ』『リトマスペーパー(リトマス試験紙の意味)』など用い、『科学』という単語を導き出そうとした。 また、『フラスコ』という単語に至っては、『タバスコ』をいう単語に出川の脳内で置き換わるというハプニングも起こった。その結果、『サイエンス』という言葉を導き出すことに成功したが、リスニング力の欠如により、『サイエンス』が静寂を意味する『サイレント』に変わった。 最終的には全編日本語で意味不明な質問をしてしまったところで、河北にヒントをもらいクリア。
- バンクーバー最大の植物園にある巨大迷路をクリアせよ！

ホテルを賭けたクイズ
- カナダの国獣は？（出川正解）
- 2010年冬季五輪で銀メダルを獲った日本女性は？（河北不正解）
- カナダに面する3つの海の名前は？（出川正解）

### 出川女子会特別編（2017年10月15日放送）
行先は アメリカ合衆国。『出川女子会』内にて行われた。正式なタイトルは『はじめてのおつかい in ディズニーワールド』。
今回は、どうしても困ったときの携帯電話は至急されず、またそのためにサポート役の出川ガールは不在。しかし、出川女子会内で行われた企画のため、出川のモニタリングに河北、谷、及びデヴィ夫人が参加した（出川ガールである堀田茜は別仕事のため不参加）。
ミッション
- このキャラクターのかぶり物をゲットせよ！

キャラクター画像は「マイク・ワゾウスキ」

### 第7弾（2018年1月7日放送）
行先は アメリカ合衆国。正式なタイトルは『ご意見番出川はじめてのおつかいinロサンゼルス』で、サポート役の出川ガールは谷。
ミッション
- ロケ地として有名な天文台へ行きLAの夜景をリポート！
- 失恋博物館で悪い思い出消しゴムをゲットせよ！
- 世界的に有名な缶詰めの絵をリポート！

ミニコーナー
- キスミーに挑戦

以前、イモトが行った企画の出川版。制限時間の1時間内での収穫は男性からの2回のキスだったが、谷に「魂が足りなかった」「出川イングリッシュのときのようにすれば良かった」とアドバイスを貰い挑戦したところ、2人目で成功した。

### シャッフルSPみやぞん版（2018年5月6日放送）
行先は アメリカ合衆国。正式なタイトルは『みやぞんはじめてのおつかいinサンフランシスコ』。サポート役は不在。
ミッション
- 自由の女神をリポートせよ！
- 最近オープンしたオシャレな海苔巻き専門店で海苔巻きを食べろ！
- ブルックリン植物園で桜をリポートせよ！

息抜きクイズ
- アメリカ国旗赤と白の合計本数は？

### 第8弾（2018年9月9日放送）
行先は アメリカ合衆国。正式なタイトルは『ご意見番出川はじめてのおつかいinシアトル』で、サポート役の出川ガールは河北。
ミッション
- シアトルの新名所 巨大観覧車をリポート！
- シアトルのビル街に隠れた滝をリポート！

ホテルをかけたクイズ
- アメリカ独立記念日は？（出川正解）
- シアトルが本拠地の世界的企業3つ（河北正解）
- ワシントン州旗に描かれている人物は？（出川正解）

### 第9弾（2019年5月5日放送）[17]
行先は アメリカ合衆国。正式なタイトルは『ご意見番出川はじめてのおつかいinサンディエゴ』で、サポート役の出川ガールは河北。
第2弾から第8弾にかけて(第5弾と第7弾を除く)行われた『ホテルを賭けたクイズ』が廃止され、『ヒアリングテスト』が行われるようになった。
ミッション
- 水兵の銅像をリポート！
- ダチョウバーガーを食べろ！
- 野生のアザラシの写真を撮れ！

ヒアリングテスト
このコーナーは河北がネイティブ発音する英語を聞いて出川がショッピングをするコーナーとなっている。出川が間違えると河北がパイの罰を受けることになっている。
- White Rice（白米）→Wild Rice
- Eggplant（茄子）→エッグプレート

### 第10弾（2020年2月9日放送）
行先は アメリカ合衆国。正式なタイトルは『ご意見番出川はじめてのおつかいinマイアミ』で、サポート役の出川ガールは河北。
ミッション
- 蛍光塗料で塗られた積み重なった石をリポート!

バス美術館の入り口に置かれたアート作品『マイアミマウンテン』をリポートする指示であった。
- たくさんのオウムと一緒に写真を撮れ!

オウムがいる公園『ジャングルアイランド』へ行く指示。現地の人々に「オウム」の名前を聞くが、質問したその人の名前しかでてこないというハプニングがあった。しかし、「繰り返す」を意味する「エコー」という単語がでてきたため、たどり着けた。
- およそ100年前の蒸気機関車をリポート!

第10弾の最終ミッション。「蒸気機関車」は英語で「Steam Locomotives」である。出川は「蒸気機関車」を「ポッポートレイン」と置き換え質問をしたが、アメリカでは「チューチュートレイン」と表現するため通じなかったが、男性にそれを教えてもらい、また大学の先生にも助けてもらいミッションをクリアした。
ヒアリングテスト
前回同様、河北の英語を聞いて出川がショッピングをするコーナーとなっているが、罰ゲームが変更され、出川と河北の両者がお尻吹き矢の罰を受けるという罰に変更された。
- Basil（バジル）→（出川正解）
- Scallops（ホタテ）→（出川正解）
- Flour（小麦粉）→Flower（出川不正解）

FlourとFlowerは同音異義語であるが、Flowerには複数形を意味する「s」をつけるのが一般的であるため、不正解となった。　

### 第11弾（2022年10月9日放送）
新型コロナウイルスの影響により約2年半ぶりの開催になった。行先は イギリスのロンドン。正式なタイトルは『はじめてのおつかいinロンドン』で、サポート役の出川ガールは河北。
ミッション
- 高さ76m巨大滑り台をリポート！
- 顔を明かさない芸術家の絵を探せ！
- 東半球と西半球の境目に立て！

ヒアリングテスト
ルールは前回と同じだが罰ゲームが変更され、河北が熱々ペットボトルロケットの罰を受けるという罰に変更された。
- Canned corn（とうもろこしの缶詰）→（出川正解）
- Aluminum foil（アルミホイル）→（出川正解）
- Dustpan and brush（ちりとりとブラシ）→（出川正解）

### 第12弾（2023年4月2日放送）
行先は アメリカ合衆国。正式なタイトルは『ご意見番が行く！はじめてのおつかいinロサンゼルス』で、サポート役の出川ガールは河北が産休のため、第7弾ぶりの谷。おつかいエリアは、ロサンゼルスのベニス地区及び、ダウンタウン。
ミッション
- この文房具の名前がついていたスポーツの名所をリポート！

この文房具とは図にて説明されていたホチキス。行先は、ロサンゼルス・レイカーズの本拠地であるクリプト・ドットコム・アリーナであり、この建物の旧名称がホチキスを意味する語であるステープラーの語が用いられたステイプルズ・センターである。
- 双眼鏡のような建物をリポート！

スペインにあるビルバオ・グッゲンハイム美術館やチェコにあるダンシング・ハウスなどの作品を建築した建築家フランク・ゲーリーの作品である双眼鏡ビルがゴール。アメリカの広告代理店TBWA\CHIAT\DAYの本社ビルにあり、ビル自体はゲーリーの作品であるが、巨大双眼鏡自体は、クレス・オルデンバーグとクーシェ・ファン・ブリュッヘンの作品である。

### 第13弾（2023年11月19日放送）
行先は アメリカ合衆国のニューヨーク。正式なタイトルは『はじめてのおつかいinニューヨーク』で、サポート役の出川ガールは、前回に引き続き谷。
ミッション
- 噴水がある巨大地球儀の写真を撮れ！
- 錯覚博物館をリポート！
- みんなのささやきが聞こえる場所をリポート！

ヒアリングテスト
- Thumbtack（画びょう）→（出川不正解）
- Mosquito repellent coil（蚊取り線香）→（出川不正解）

## メディア
- 世界の果てまでイッテQ! 10周年記念 DVD BOX-RED（2017年2月26日発売）
  - Disc1に『はじめてのおつかいinアメリカ』と『はじめてのおつかいinロンドン』が収録。
- 世界の果てまでイッテQ! Vol.8 <出川哲朗・男の挑戦シリーズセレクション> 
  - 『はじめてのおつかいinアメリカ』と『はじめてのおつかいinロンドン』が収録。
- Hulu「イッテQ! ライブラリー」
  - 第6弾以降、未配信。